# Mezőmegyer
Mezőmegyer egykori község, 1973 óta Békéscsaba városrésze VII. kerület néven. A városközponttól északi irányban helyezkedik el körülbelül 3 kilométer távolságra. A 2001. évi népszámlálás adatai szerint 2027 fő az állandó népessége.

## Fekvése
Mezőmegyer Békéscsaba törzsterületétől északi irányban helyezkedik el, nyugaton a Szolnok–Békéscsaba–Lőkösháza-vasútvonal határolja (melynek régebben megállója is volt itt), míg délen, keleten és északon nincs markáns határa, többnyire szántóföldek veszik körül. A város központja felől a 46 169-es számú mellékúton (Berényi út) közelíthető meg, az ország távolabbi részei felől pedig a 47-es főútról letérve.
Vidékies, kertvárosias jellegű, döntő részben földszintes parasztházakkal van beépítve, nem túl magas népsűrűség mellett. Átlagos tengerszint feletti magassága 81-83 méter, ezzel alacsonyabban fekszik, mint Békéscsaba belvárosa.

## Története
Az időszámításunk szerinti 300-as évek végén a Római Birodalom keleti határára özönlő hunok korában keletkezett avar, szkíta, gót temetőmaradványok jelzik, hogy e terület régtől lakott.
Megyer nyomon követhetőbb története a honfoglalás kori szálláshellyel kezdődik. Az egyre inkább szétszóródó Megyer törzsbeliek itteni tartós megtelepüléséről van szó. Később a tiszántúli Békés vármegye települése volt Mezőmegyer. A középkori magyar állam fennállásáig, a 16. század közepéig virágzó falu volt. A török hódoltság fordulópont volt Mezőmegyer történetében is: fokozatosan elpusztult a török háborúkban. A török kiűzése után három évszázadon át puszta volt az egykor virágzó falu területe.
Lassú újratelepülése főleg az 1848. évi jobbágyfelszabadítás társadalmi következménye volt. A jobbágyrendszer felszámolása után a földbirtokos érdeke lett a pusztabérlet, ezáltal új telepesek érkeztek. Az új népesség etnikai összetétele lényegesen eltért a korabeli magyar falvakétól, jelentős számú szlovák mezőgazdasági munkás rajzott ki a szomszédos nagyobb településről, Csabáról. A pusztával határos más szomszédos községekből érkeztek a magyarok.
Mezőmegyer 1927-ig Dobozhoz tartozott, ekkor alakult önálló községgé Dobozmegyer néven. Végleges nevét 1929-ben kapta.
Az 1930-as évek végén újabb magyar népcsoport érkezett Békésből, miután Mezőmegyerhez Békéstől közigazgatási területet csatoltak át, ezzel erősítve a község anyagi alapjait. A három helységből áttelepült lakosság az idők folyamán falusias települést alakított ki az egykori puszta helyén: többségük a belterületen, kisebbik részük szétszórtan a külterületen, az Alföldön általában honos tanyás településrendszerben élt.
1948-tól a politika a mezőgazdaság teljes kollektivizálását tűzte ki céljául. Ezzel párhuzamosan fokozatosan bontották le a tanyák java részét, lakosaik – a tanya építőanyagát felhasználva – a falu központjába költöztek át.
Mezőmegyert 1973-ban csatolták Békéscsabához. Ekkoriban a község lakossága 1610 fő volt. Ma ez a szám 2100 körülire tehető. A kilencvenes évekig a felnőtt lakosság nagy része a helyi termelőszövetkezetben dolgozott, ennek felszámolása után is sokan választották a mezőgazdaság által kínált lehetőségeket megélhetésként, illetve annak kiegészítéséhez.

## Közlekedés
Egészen a 70-es évek végéig létezett egy "Mezőmegyer" nevű vasúti megállóhely, ahol csak a személyvonatok álltak meg. Az 1968-as közlekedéspolitikai koncepció után határozat született az autóbuszforgalom fejlesztéséről. A megállóhelyet felszámolták, manapság már semmi nem emlékeztet rá. A Volánbusz a békéscsabai 5-ös számú helyijáratot közlekedteti a városrészbe. Aránylag sűrűn jár, körülbelül 20 percenként munkanapokon. A városközponttól 25 perc alatt lehet kiérni Mezőmegyerre. Bár a vasút a határban halad el, megállóhely nincsen, míg a Békéscsaba - Mezőberény összekötő utat is átépítették még 2007-ben, emiatt megszűnt az egykori vasúti átjáró, azt áttelepítették a településrész északi részére.

## Népesség

### Etnikai megoszlás
A településrésznek körülbelül 2100 lakosa van, viszonylag több fiatal lakossal, ami Békéscsaba vonzásának, illetve a nagyobb létszámú kiköltözőnek köszönhető. Etnikai viszonyokban mára már döntő többségben magyarok lakják.

### Vallás
evangélikus és református közösség egyaránt jelen van a településen. Az evangélikusok döntően a szlovák, népnyelv szerint tót népességhez kötődnek. Önálló imaházuk van, amelyre Békéscsabáról járnak ki a lelkészek. A reformátusok egy tipikus nagyvárosi gyülekezet, vagyis nincs több évszázados hagyománya, az békéscsabai hatás. A reformátusok kivétel nélkül magyar nemzetiségűek.

## Intézmények, szervezetek
A városrészben működik óvoda, orvosi rendelő, művelődési ház és idősek klubja is. Szervezetek közül Vöröskereszt, Polgárőrség, vadásztársaság, Lisztérzékenyek Békés Megyei Közhasznú Egyesülete, Fiatalok Klubja és Összefogás Mezőmegyerért Egyesület is.

## Sport
2007 júniusában alakult újjá a mezőmegyeri futballcsapat a Békés Megyei Labdarúgószövetség III. osztályában. Pályagondok hiányában tornateremben kénytelenek edzeni. A játékosok többsége mezőmegyeri lakos.

## Külső hivatkozások
- Mezőmegyer hivatalos weboldala
- Arany János Művelődési Ház
- Mezőmegyer új honlapja